# Волдрон (Арканзас)
Волдрон (енгл. Waldron) град је у америчкој савезној држави Арканзас.

## Демографија
По попису из 2010. године број становника је 3.618, што је 110 (3,1%) становника више него 2000. године.
| Група             | 2000.         | 2010.         |
| Белци             | 2.900 (82,7%) | 2.845 (78,6%) |
| Афроамериканци    | 5 (0,1%)      | 14 (0,4%)     |
| Азијати           | 4 (0,1%)      | 94 (2,6%)     |
| Хиспаноамериканци | 537 (15,3%)   | 561 (15,5%)   |
| Укупно            | 3.508         | 3.618         |